# Tanimbar
Tanimbar és un arxipèlag a la zona sud-est de les Moluques, Indonèsia. Aquestes illes són entre la mar de Banda i la mar d'Arafura; la superfície total de terra ferma és de 5.440 km². L'illa més gran és Yamdena (2.981 km²) on hi ha la capital, Saumlaki, amb uns 10.000 habitants. Altres illes grans són Waliaru o Wariaru (220 km²), Selu (230 km²), Larat (515 km²) i Selaru (775 km²). L'altitud màxima és de 600 m a l'illa de Laibobar. L'arxipèlag està format per roques sedimentàries del terciari a les costes hi ha esculls de corall.
Tyto sororcula és una espècie d'òliba que habita en aquestes illes.
Una altra espècie endèmica és la cacatua (Cacatua goffiniana). Molts cristians d'Ambon varen fugir durant les massacres perpetrades per part dels musulmans a partir de l'any 1999 i s'han establert a Saumlaki.

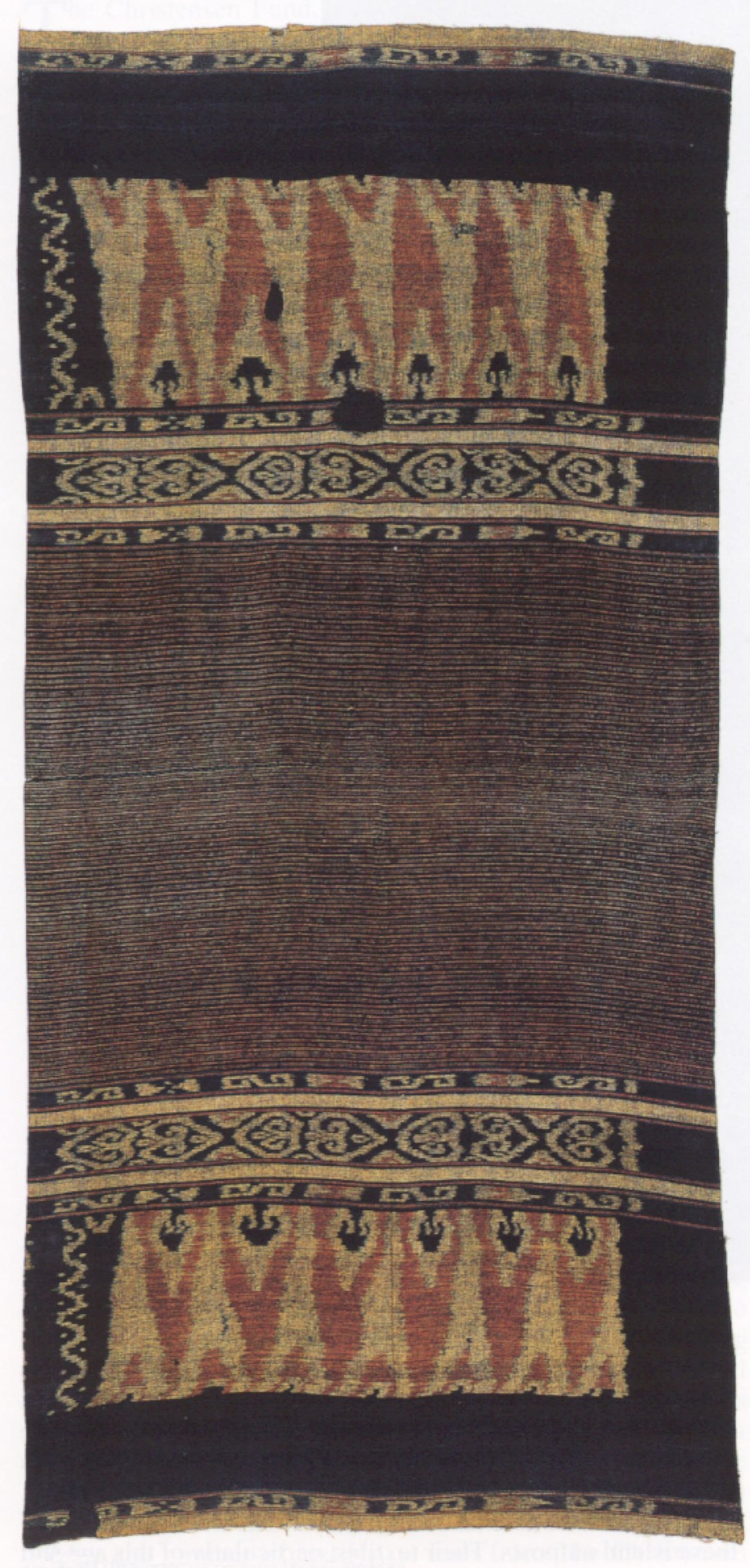
Tela ikat de les Tanimbar

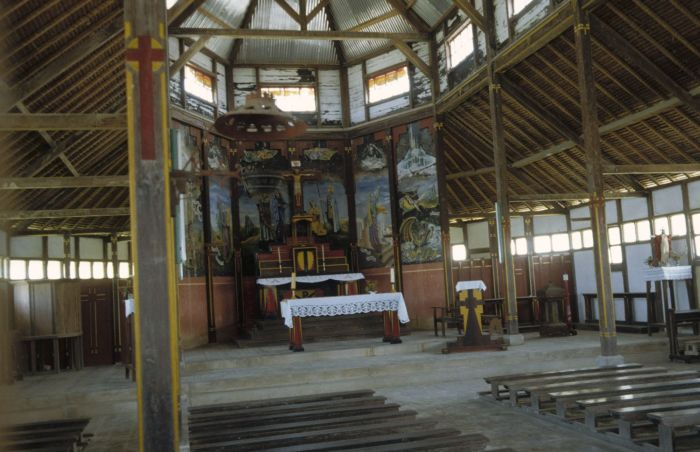
Església catòlica a Lorulun, Tanimbar.

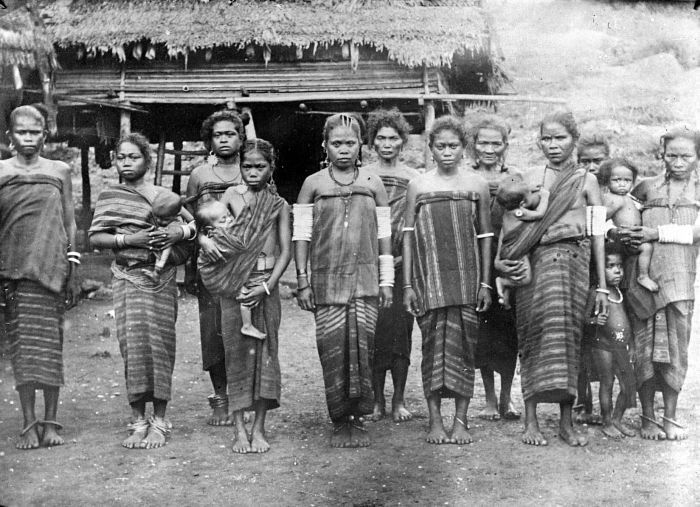
Dones a l'illa de Selaru, Tanimbar. vers el 1900